# Sylvain Garant
Sylvain Garant, né le 29 juin 1925 à Palaiseau (Essonne) et mort le 6 juillet 1993 à Clearwater (Floride), est un pilote automobile français de compétitions essentiellement en rallyes et sur circuits pour 
voitures de sport de type Grand Tourisme, de profession voyagiste (agence OTOM).

## Biographie
Il commence sa carrière en compétition lors de l'année 1962, obtenant entre autres une troisième place lors du Grand Prix d'Albi sur Jaguar E-Type derrière Henri Oreiller, à la création du circuit du Séquestre (où il revient en 1972 pour récolter encore une cinquième position finale, cette fois sur Porsche 911S).
Ilse classe 5e au Rallye Pétrole-Provence en 1962, finit deuxième des rallyes de La Baule en 1963 puis de l'AGACI (250GT) et des Routes du Nord (250GTO) en 1964, et il gagne encore les rallyes de Picardie et du Touquet associé au copilote Daniel Blain durant la saison 1965 toujours en catégorie GT, ces six épreuves étant disputées sur Ferrari 250 (GT, es troisièmes aux rallyes de Cognac en 1963, de Picardie en 1 (GTO)964, et des Deux Catalognes en 1965). Il s'impose également en 1965 aux Coupes de Vitesse de Montlhéry avec la GTO (circuit où il est troisième des Coupes de Paris deux ans plus tard, cette fois sur une 250 LM, obtenant encore avec cette voiture sur place des podiums en 1967 et 1968 pour des Grand Prix de la ville de Paris).
Il devient le deuxième champion de France des circuits en 1968, puis il termine 10e des 24 Heures de Daytona la saison suivante en février avec le Suisse André Wicky sur Porsche 911T, restant dans l'équipe de ce dernier en 1970. Il obtient après une deuxième place lors du Grand Prix de Rouen tourisme en 1971, sur Porsche 911S. 
Il participe aux 24 Heures du Mans en 1972 sur la  Porsche appartenant a Mickael Keyser en classe Grand Tourisme pour l'équipe de Louis Meznarie, terminant alors 13e en étant notamment associé au futur vainqueur de l'épreuve Jürgen Barth : leur 911S 2.5L Flat-6 est alors première de catégorie GTS -3L., et la seule à terminer la course. Garant dispute préalablement aussi les éditions mancelles 1968 (pour l'écurie suisse Filipinetti sur Chevrolet Corvette  (accident)), 1970 (alors 12e, avec Guy Verrier (911T)), et 1971 (avec le Suisse Pierre Greub (911S)).